# Número aleatório
Em estatística, um número aleatório é um número que pertence a uma série numérica e não pode ser previsto a partir dos membros anteriores da série. O conceito de número aleatório é um conceito relativo à série numérica a que o número pertence. Um número pode ser aleatório numa série numérica e não aleatório noutra.
Os números aleatórios são necessários em cálculo numérico, quando é necessário que não existam correlações entre eventos independentes. São utilizados:
- no método de Monte Carlo
- em dinâmica de partículas com dissipação para garantir que as forças aleatórias entre as partículas são independentes.
- em criptografia

As sequências de números aleatórios podem ser gerados por processos considerados aleatórios como a roleta. Sequências pseudo-aleatórias, isto é, sequências que podem ser previstas conhecendo-se o número inicial, podem ser geradas por algoritmos e são utilizadas para fins práticos.